# پل ادموندز (بازیکن فوتبال)
پل ادموندز (انگلیسی: Paul Edmunds؛ زادهٔ ۲ دسامبر ۱۹۵۷) بازیکن فوتبال اهل بریتانیا است.
از باشگاه‌هایی که در آن بازی کرده‌است می‌توان به باشگاه فوتبال برتون آلبیون، باشگاه فوتبال ای‌اف‌سی بورنموث، باشگاه فوتبال بورنموث، باشگاه فوتبال گرنثم تاون، و باشگاه فوتبال لستر سیتی اشاره کرد.